# Ramon Gomis (organista)
Ramon Gomis va ser un organista de Peralda del S.XVIII-XIX. L'11 de novembre de 1804, va participar en les oposicions al magisteri de l'orgue de la catedral de Girona.